# 中康
中康（ちゅうこう）は、夏朝の第4代帝。啓の子。相の父。
『竹書紀年』によると、兄の太康が狩猟と酒に溺れ、諸侯の離散を招き、有窮氏の后羿に斟鄩を追われて洛水の南で亡くなったために、后羿がパトロンとなって即位した。
『竹書紀年』によれば中康5年（秋9月庚戌朔）、『通鑑前編』によれば中康元年に日食があり、羲氏と和氏が酒色に溺れたため、羲氏と和氏の職務である天文を廃し、暦を乱したので、胤（胤国の侯）がこれを攻めた。なお、『書経』胤侯によると、羲氏和氏は夏に忠義があり、羿に対して不満を持っていたともされている。